# 悲劇の一週間

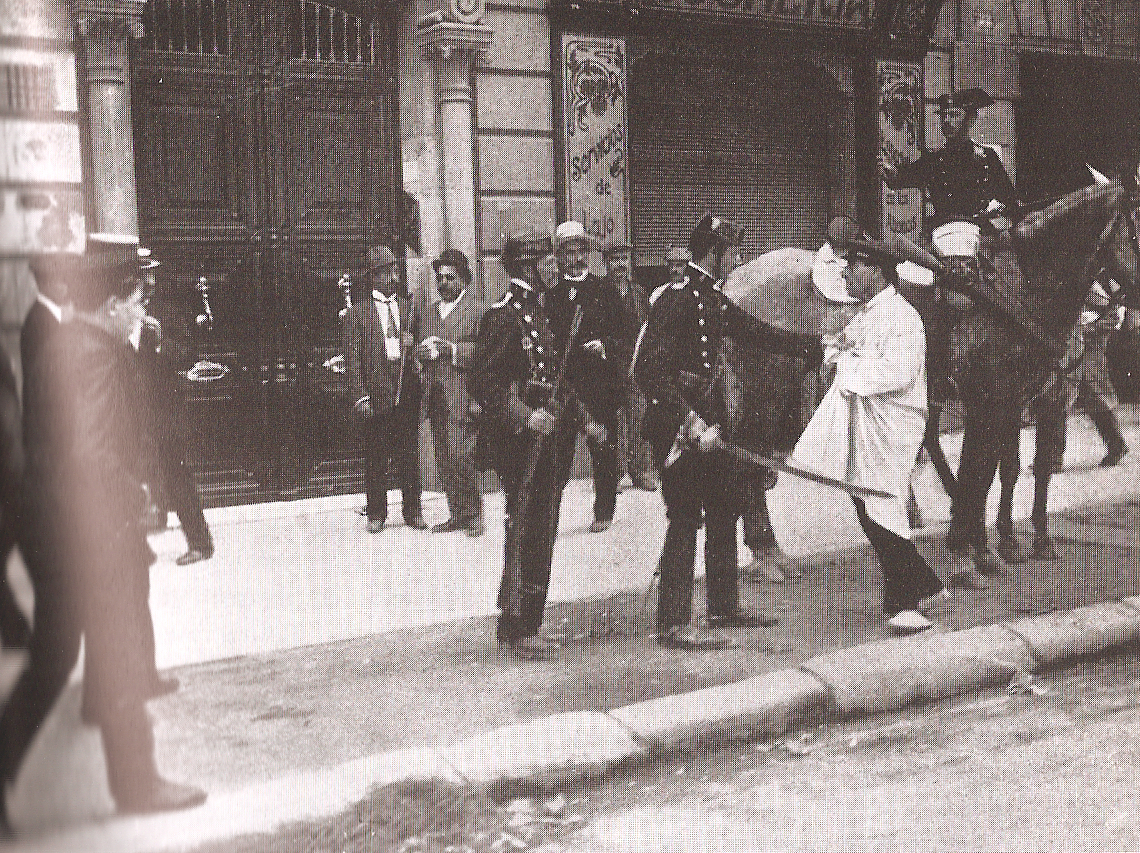
悲劇の一週間で、歩道で尋問を行うグアルディア・シビル

悲劇の一週間（ひげきのいっしゅうかん、スペイン語: Semana Trágica）とは、1909年7月25日から8月2日まで続いた、スペイン軍とカタルーニャの労働者たちが衝突した事件の名称である。

## 背景
1902年、スペイン王アルフォンソ13世は親政を開始した。1907年4月以来保守党のアントニオ・マウラ（es）が首相をつとめていた。
当時のスペイン政治は、1898年に最後の海外領土キューバとプエルトリコを戦争で失うという損失から回復しつつあった。保守党と自由党という正反対の二大政党制が定着しつつあり、カシキスモによって選挙は完全に監視されていた（カシキスモとは、地方の政治的首長（カシーケと呼ばれた）が票と引き換えに農村部の後援を行う制度で、投票数を制御できるカシーケは中央政府との交渉ができ、党の地方拠点の顔役となった）。選挙で第一党が選ばれる前に、どこの政党が第一党になるか既に知られているような選挙制度だったのである。
カタルーニャでは、選挙でフランセスク・カンボ率いるソリダリダー・カタルーニャ、アレハンドロ・レルー率いる連合共和党が争っていた。1907年の選挙の結果、ブルジョワ階級とナショナリストの支持するソリダリダー・カタルーニャが、44議席のうち41議席を獲得した。
スペイン社会では、労働者連合が目覚め、工業地帯での労働運動と結びつき始めていた。特にバルセロナではソリダリダー・オブレーラという同業者組合が生じていた。この組合は、社会主義者、アナーキスト、共和主義者の連合体で、マウラ率いる保守党に接近するソリダリダー・カタルーニャを拒否していた。

## 発端
キューバとフィリピンを失う痛手の後、スペインは北アフリカで大きな存在感を示すようになり、1906年のアルヘシラス会議でモロッコ北部はスペインの影響下に入った。
1909年7月9日、メリリャとベニ・ブイフル鉱山とを結ぶ鉄道建設（ロマノネス伯とコミーリャス侯が経営する鉄道会社であった）に従事していたスペイン人労働者たちが、建設地で暮らす地元部族から襲撃された。この事件をきっかけにスペイン＝モロッコ戦争が起こり1927年まで続いた。マウラ政権はスペイン保護領モロッコを束ねる軍を確保するため徴兵を開始した。予備役の動員が命じられ、一般国民はこの事態に反感を持った。当時の徴兵制度では、6,000レアルを納めれば兵役が免除されたからである（当時の勤労者の一日の収入は約10レアルであった）。そのうえ、予備役の大多数が、息子の収入にのみ頼って暮らさなければならない両親を抱えていた。
7月18日日曜日、バルセロナ港で最初の出航が予定されていた。バルセロナの有力者たちが兵士へあてて勲章や嗅ぎタバコを送ろうと準備していた。モロッコでの軍事対立で犠牲者が出たという知らせが届いて、動揺が高まった。マドリードでは、8月2日のゼネラル・ストライキが同意された。しかしバルセロナでは、ソリダリダー・オブレーラが驚いて7月26日の月曜日に24時間ストライキを行うと決定した。バルセロナの文官知事アンヘル・オソーリオは市内での戦争宣言に反対して辞職し、バレンシア人弁護士エバリスト・アソリンが後任となった。

## 7月26日
ゼネストがバルセロナ、サバデイ、タラサ、バダローナ、マタロー、グラノリェース、シッチェスといった都市で始まった。そして相互連絡と指揮のためストライキ委員会が設置された。当局は軍を市街に投入したが、『軍よ永遠に！』『戦争をやめろ！』と叫ぶ市民に歓迎された。散発的な事件があったとしても、平穏な一日であった。

## 7月27日
バランコ・デル・ロボ事件（第2次リーフ戦争）で200人から300人の予備役が戦死した知らせが届いた。死んだ予備役の大半が属していたのは、7月18日にバルセロナを発った派遣団であった。市街にバリケードが設けられ、正真正銘の暴動が始まった。
始めは反戦を叫んでいたが、次第に反教会を主張し、教会、修道院、神学校、ブルジョワ階級の邸宅が放火された。教会の墓地は荒らされた。反教会という暴徒の転換は、都市部の下層階級に深く根付く様々な要因から引き起こされた。カトリック教会は支配者や企業主とは違い、絶え間なく揉め事を起こす人々と接触していたのである。一例として、教育は教会が運営する学校で行われ、労働者のそれとは相反する価値観が子供たちに注がれていた。また病院や慈善施設は教会が運営していた。教会は、市で主流の労働運動やアナーキズムに反対し、ブルジョワ階級や御用組合を応援していると思われていた。
都市が戦争状態であると宣言され、戒厳令が敷かれた。最初の銃撃戦はランブラ地区で起こった。軍はこれまでの消極的な姿勢を捨て、労働者へのさらなる支持の声を苦しめるようになった。

## 7月28日
夜の明けたバルセロナでは、襲撃されて炎上する教会施設から、煙が柱のごとくあがっていた。ストライキ委員会は労働者を制御できなくなっていた。暴動は頂点に達し、軍に蹴散らされた革命者たちを引き受ける勢力は市内になかった。ストライキ参加者は、味方と思っていたグアルディア・シビルと戦っていた。

## 7月29日

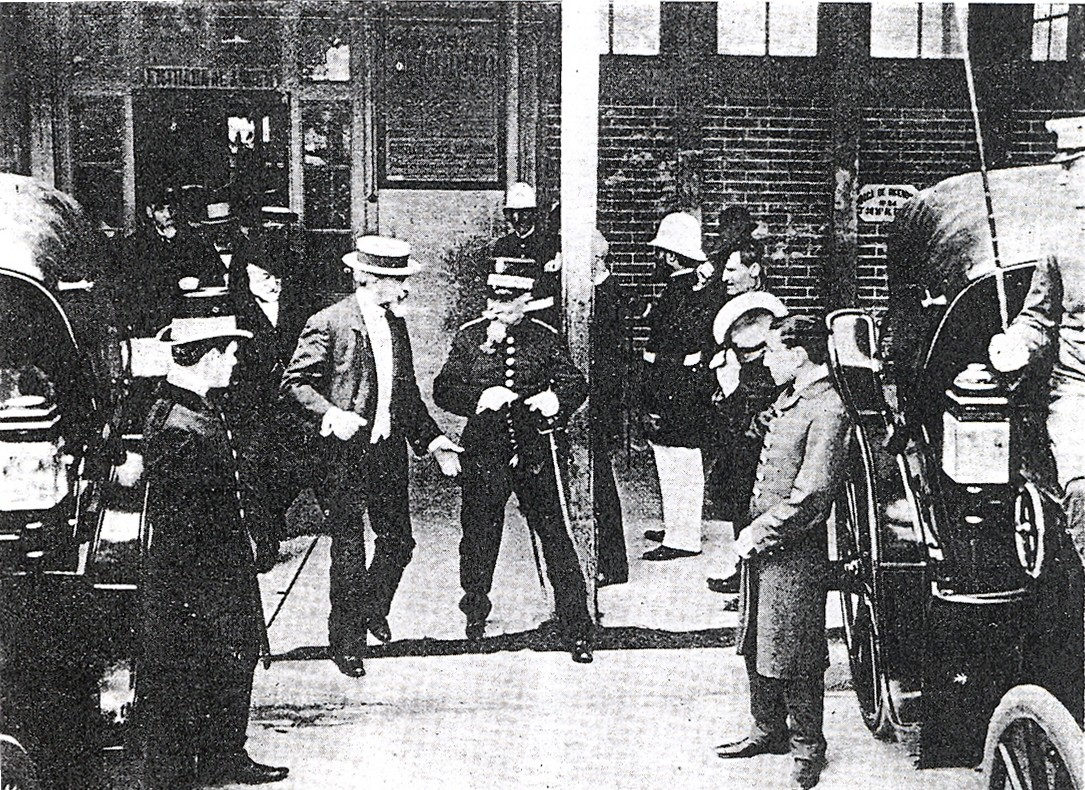
サンティアゴ将軍とともにバルセロナに入ったエバリスト・アソリン知事,1909年8月6日

効果的なストライキ管理が欠如していたために、市民暴動は沈静化していった。暴徒の唯一の希望は、この暴動がイベリア半島中に拡大することだった。しかし政府はバルセロナを孤立させ、バルセロナの暴動は分離主義者によるものだというニュースを流した。この日、バレンシア、サラゴサ、パンプローナ、ブルゴスから増強部隊が到着した。ただちに鎮圧が始まり、続く7月30日、7月31日で暴動は沈静化した。

## 弾圧

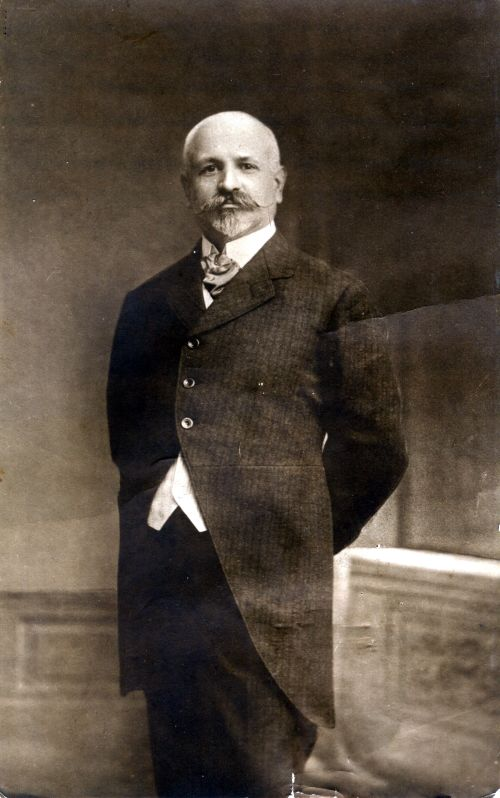
フランセスク・ファレー・イ・グアルディア

暴動による死者は78人（うち民間人3人、軍人75人）で、500人あまりが負傷し、112の建物が全焼した（うち80軒が教会施設）。マウラ政権は内務大臣フアン・デ・ラ・チエルバ指揮のもと7月31日から手荒く一方的な鎮圧が始めた。彼は数千人の人々を拘束し、2000人が訴追され、うち175人が国外追放に、5人が終身刑、59人が死刑判決を受けた。労働組合活動は停止させられ、平信徒が運営する学校は閉鎖させられた。
死刑判決を受けた5人の刑の執行は、1909年10月13日にムンジュイック城で行われた。死刑囚の中にはフランセスク・ファレー・イ・グアルディア（エスコーラ・ムデルナの創立者）も含まれていた。彼は暴動を教唆したとして訴えられていた（しかしこれは、バルセロナの高位聖職者による告発状によるもので、他に証拠はなかった）。処刑はスペイン・マウラ政権への拒否反応を巻き起こし、数カ国のスペイン大使館へデモや襲撃が行われ、同じく海外のマスコミも大キャンペーンを繰り広げた。内外の反応に危機感を覚えたアルフォンソ13世は、マウラを更迭し、自由主義者のセギスムンド・モレトを首相に任命した。